# シルビアシジミ
シルビアシジミ（学名：Zizina otis）は、シジミチョウ科ヒメシジミ亜科に分類される蝶の一種。ヤマトシジミと非常に似通っている。

## 生態
4月から11月ごろまで年4回発生。ヤマトシジミはカタバミを食うが、本種は主にミヤコグサを食草とする。そのほかコマツナギ、ヤハズソウ、場所によってはシロツメクサ、ウマゴヤシなど。

## 生活史
各地でレッドデータブックなどに記載があるが、ヤマトシジミと混同されていて見つかっていないという可能性も高い。またスギタニルリシジミと間違えられたケースもある。ヤマトシジミは前翅中室内その直下第1b室基部に上下に並ぶ2黒斑があるが、本種は全く見られない。また本種では後翅裏面第6室基部の黒斑はその上方の第７室黒斑の直下、またはそれよりやや内側にかたよって位置し、そのため完全な円弧状にはならず第6脈を境に分断され、ルリシジミと似たような斑紋配列になるが、ヤマトシジミの場合第6室基部は第7室基部の直下よりはるかに外側に位置して、完全な円弧状となる。

## 分布
主に西日本に生息し、関東平野と紀伊半島、滋賀県、山脈部を除く中国地方、四国の瀬戸内海側、九州北部、鹿児島県周辺などに生息する。日本国内の北限は太平洋側では栃木県、日本海側では石川県とされている。

## 保全状況評価
- 絶滅危惧IB類 (EN)（環境省レッドリスト）